# Обыкновенная злаковая тля
Обыкновенная злаковая тля (лат. Schizaphis graminum) — многоядный вид тли из семейства Настоящие тли (Aphididae). Наибольший ущерб наносит озимой и яровой пшенице, озимому и яровому ячменю, ржи, овсу, кукурузе, сорго, просу и рису.